# L'amore molesto (film)
L'amore molesto è un film del 1995 diretto da Mario Martone, tratto dall'omonimo romanzo di Elena Ferrante.
È stato presentato in concorso al 48º Festival di Cannes.

## Trama
Delia, un'illustratrice napoletana trapiantata da molti anni a Bologna, viene richiamata a Napoli dalla morte improvvisa della madre Amalia, suicidatasi per annegamento. La donna non presta credito alla tesi ufficiale del suicidio, convinta che l'esuberanza, la vivacità e la positività esistenziale della madre non avrebbero permesso il gesto estremo: inizia pertanto a indagare sul passato recente della madre, sospinta anche da alcune inquietanti telefonate anonime.
I fatti e la ricostruzione frammentaria degli ultimi giorni di vita della madre portano improvvisamente alla luce avvenimenti remoti, che Delia aveva occultato e sepolto nella propria memoria, e la costringono a riconsiderare una realtà personale diversa da quella che aveva inconsciamente costruito. Delia deve ricordare e rivivere il momento in cui, condizionata dall'atteggiamento paterno violento e opprimente, rompe i rapporti con la madre, accusata dal coniuge di una relazione clandestina con il vicino di casa Nicola, soprannominato Caserta.
Infine, Delia riporta alla mente ciò che fu la causa di tutto: da bambina, Delia subì atti di pedofilia da parte del padre di Caserta, ma non denunciò l'accaduto e raccontò a suo padre che sua madre e Caserta, in realtà niente più che amici, erano amanti (ciò anche a causa di una sorta di gelosia nei confronti della madre stessa); suo padre, molto geloso della moglie la cui bellezza incantava molti uomini, prese a picchiare lei e, insieme al cognato, anche Caserta e il figlio di quest'ultimo, Antonio. Caserta, come per "vendicarsi" del padre di Delia, cominciò a inviare ad Amalia regali di ogni tipo, scatenando ogni volta la furia di suo marito, che puntualmente la malmenava. Poco tempo prima di suicidarsi, Amalia riprese i rapporti con Caserta, insieme al quale una sera andò a passeggiare in spiaggia, e durante la quale ella si allontanò da Caserta, nel frattempo addormentatosi, lasciandosi annegare.
Delia, riappacificatasi idealmente con la madre, e presa coscienza di avere con lei in comune più di quanto credesse e volesse, è pronta a far ritorno a Bologna con una rinnovata consapevolezza di sé.

## Critica
Il dizionario dei film Mereghetti lo descrive come un thriller psicologico, un melodramma, un ritratto di donna e «affresco di una città». Viene descritto anche come «un film di suoni e sensi», dove prevalgono i primi piani e i dettagli. Nel film, secondo Il Mereghetti, «la morte è l'espressione ultima di una carnalità debordante ovunque». Il dizionario loda anche il lavoro di tutti gli attori e assegna al film un giudizio di 3 su 4. Lo stesso giudizio è assegnato dal dizionario Morandini; anch'esso lo descrive come un ritratto di donna «straordinario» e loda in particolare l'interpretazione della Bonaiuto, definendo comunque anche gli altri attori come la «crema della scena teatrale partenopea». Il dizionario afferma anche che il film è la «rappresentazione di una Napoli brulicante e viva che ha una forte anima femminile». Anche il dizionario dei film Farinotti si concentra sulla città di Napoli, affermando che «come la protagonista del film, ha bisogno di tornare alle radici del proprio disagio esistenziale per poter sperare di riprendere a vivere»; assegna al film un voto di 3 su 5.

## Premi e riconoscimenti
- 1995 - David di Donatello
  - Miglior regista a Mario Martone
  - Migliore attrice protagonista a Anna Bonaiuto
  - Migliore attrice non protagonista a Angela Luce
  - Nomination Miglior film
  - Nomination Miglior produttore a Angelo Curti, Andrea Occhipinti e Kermit Smith
  - Nomination Migliore fotografia a Luca Bigazzi
  - Nomination Miglior montaggio a Jacopo Quadri
  - Nomination Miglior sonoro a Mario Iaquone e Daghi Rondanini
- 1996 - Nastro d'argento
  - Migliore attrice protagonista a Anna Bonaiuto
  - Nomination Regista del miglior film a Mario Martone
  - Nomination Miglior produttore a Angelo Curti, Andrea Occhipinti e Kermit Smith
  - Nomination Migliore sceneggiaturra a Mario Martone
  - Nomination Migliore attore non protagonista a Gianni Cajafa
  - Nomination Migliore attrice non protagonista a Angela Luce

- 1995 - Globo d'oro
  - Miglior film
  - Miglior attrice a Anna Bonaiuto
- 1995 - Grolla d'oro
  - Miglior regista esordiente a Mario Martone
  - Miglior attrice a Anna Bonaiuto
- 1996 - Ciak d'oro
  - Miglior sceneggiatura a Mario Martone[5]
  - Miglior fotografia a Luca Bigazzi[5]
  - Migliore sonoro in presa diretta a Mario Iaquone e Daghi Rondanini[5]
  - Miglior manifesto[5]
  - Nomination migliore attore non protagonista a Gianni Cajafa
  - Nomination migliore attrice non protagonista a Angela Luce
  - Nomination miglior montaggio a Jacopo Quadri
- 1995 - Festival di Cannes
  - Nomination Palma d'oro a Mario Martone